# Andreï Rostotski
Pour les articles homonymes, voir Rostotski.
Andreï Stanislavovitch Rostotski (en russe : Андрей Станиславович Ростоцкий), né à Moscou le 25 janvier 1957 et mort près de Sotchi le 5 mai 2002 , est un acteur de cinéma soviétique et russe, membre de l'Union cinématographique de l'URSS. Il animait également plusieurs émissions de télévision consacrées principalement à l'histoire militaire de la Russie.

## Biographie
Andreï Rostotski est le fils du scénariste et réalisateur Stanislav Rostotski et de l'actrice Nina Menchikova (en). Dans son enfance, Andreï se passionne pour la randonnée pédestre. Sa scolarité se déroule à l'école no 64 de Moscou. En 1974, parallèlement à ses études secondaires, il s'inscrit comme auditeur libre à la classe de maître de Serge Bondartchouk à l'Institut national de la cinématographie, puis, y devient étudiant à la faculté d'art dramatique. À la même époque, il tient son premier rôle dans le film Ceci n'était pas au programme d'Ilia Frez, mais sa carrière démarre vraiment après Les Jours des Tourbine de Vladimir Bassov sorti en 1976. À ses débuts, l'acteur joue principalement les héros sans peur ni reproches qui affrontent physiquement leurs adversaires. Athlète accompli, il effectue lui-même les cascades équestres et les scènes de combats. Dans plusieurs films, il incarne l'empereur de Russie Nicolas II. En 1990, Rostotski signe son premier film avec l'adaptation du roman de James Fenimore Cooper Le Tueur de daims où il tient également le rôle principal.

## Vie privée
En 1980, Andreï Rostotski se marie avec la comédienne Marina Yakovleva (ru) dont il a fait connaissance sur le tournage de L'Escadron des hussards volants. Leur divorce est prononcé trois ans plus tard.
Sa seconde épouse, Marianna Albertovna Rostotskaïa (Марианна Альбертовна Ростоцкая), née le 23 octobre 1963, est une amie d'enfance, Kandidat naouk des arts, membre de l'Union des cinéastes de la fédération de Russie, professeur à l'Institut national de la cinématographie depuis 1996,. Ensemble, ils ont une fille, Olga, née le 15 juillet 1989. Depuis la mort de son époux, Marianna Rostotskaïa préside la Fondation pour la mémoire des Rostotski.

## Décès
Le 5 mai 2002, Rostotski avec un groupe d'amis cascadeurs se trouve sur les parois rocheuses de la cascade Devitchi slezy (Девичьи слёзы) à cinq kilomètres de la station de ski Krasnaïa Poliana, près de la ville de Sotchi. Il cherche la plateforme pour les prises de vues de son nouveau film Ma frontière (Моя граница). En descendant dans la gorge l'acteur fait une chute de trente mètres à la suite de la rupture de corde. Transporté à l'hôpital de raïon de Khosta il y décède lors de l'opération neurochirurgicale. L'enquête conclut à un accident,. Il est inhumé au cimetière Vagankovo. La Fondation des Rostotski est créée en 2003 par ses amis, afin de porter à l'écran les projets inachevés de l'acteur comme Drongo, Duel pour les fatalistes et Ma frontière.

## Filmographie partielle
- 1975 : Au bout du monde (На край света…) de Rodion Nakhapetov : le cordiste
- 1975 : Eto my ne prokhodili (Ceci n'était pas au programme) d'Ilia Frez
- 1975 : Ils ont combattu pour la patrie de Sergueï Bondartchouk : caporal Kotchétygov
- 1976 : Les Jours des Tourbine de Vladimir Bassov
- 1977 : Bim chien blanc à l'oreille noire de Stanislav Rostotski
- 1980 : L'Escadron des hussards volants de Stanislav Rostotski
- 1983 : L'Invincible de Youri Boretski
- 1990 : Le Tueur de daims (ru)
- 1990 : La Mère de Gleb Panfilov : Nicolas II